# Strupnik
Strupnik ( čeprlin, gljivnjača, gljiznjača, praščija trava, lat. lat. Scrophularia), rod poluzelenih i zimzelenih trajnica i polugrmova iz porodice strupnikovki (Scrophulariaceae) čijih je 286 vrsta rasprostranjeno po gotovo čitavoj Euroaziji (osim krajnjeg Dalekog istoka), sjevernoj Africi i Sjevernoj Americi
U Hrvatskoj raste osam vrsta bosanski strupnik (S. bosniaca), pasji strupnik ili uskolisni strupnik (S. canina), S. heterophylla, čvorasti strupnik (S. nodosa), sredozemni strupnik (S. peregrina), Skopolijev strupnik (S. scopolii), okriljeni strupnik (S. umbrosa) i proljetni strupnik (Scrophularia vernalis)
Ime roda dolazi od riječi scrophulae, što znači škrofula, natečena žlijezda, zato što su se nekima od tih biljaka liječile te bolesti.

## Vrste
1. Scrophularia aequilabris P.C.Tsoong
2. Scrophularia aestivalis Griseb.
3. Scrophularia alaschanica Batalin
4. Scrophularia alata A. Gray
5. Scrophularia alhagioides Attar & Joharchi
6. Scrophularia alpestris Gay ex Benth.
7. Scrophularia altaica Murray
8. Scrophularia amadiyana Ghaz. & Haloob
9. Scrophularia amana Lall
10. Scrophularia amgunensis F. Schmidt
11. Scrophularia amplexicaulis Benth.
12. Scrophularia arguta Aiton
13. Scrophularia atrata Pennell
14. Scrophularia atroglandulosa Grau
15. Scrophularia atropatana Grossh.
16. Scrophularia attariae Ranjbar & Rahch.
17. Scrophularia auriculata L.
18. Scrophularia azerbaijanica Grau
19. Scrophularia badakhshanica Grau
20. Scrophularia badghysi Botsch.
21. Scrophularia bahorucana Zanoni
22. Scrophularia bheriensis T. Yamaz.
23. Scrophularia birmanica H. L. Li
24. Scrophularia bitlisica Lall
25. Scrophularia bosniaca Beck
26. Scrophularia botryoides Grau
27. Scrophularia botschanzevii Turak.
28. Scrophularia bourgaeana Lange
29. Scrophularia buergeriana Miq.
30. Scrophularia bulgarica (Stoj.) Peev
31. Scrophularia cabulica Benth.
32. Scrophularia californica Cham. & Schltdl.
33. Scrophularia calliantha Webb & Berthel.
34. Scrophularia calycina Benth.
35. Scrophularia canescens Bong.
36. Scrophularia canina L.
37. Scrophularia capillaris Boiss. & Balansa
38. Scrophularia carduchorum R. R. Mill
39. Scrophularia catariifolia Boiss. & Heldr.
40. Scrophularia charadzae Kem.-Nath.
41. Scrophularia chasmophila W. W. Sm.
42. Scrophularia chlorantha Kotschy & Boiss.
43. Scrophularia chrysantha Jaub. & Spach
44. Scrophularia clematidifolia Eig
45. Scrophularia cooperi R. R. Mill
46. Scrophularia crassicaulis Boiss.
47. Scrophularia crassipedunculata Attar & Joharchi
48. Scrophularia crassiuscula Grau
49. Scrophularia crenophila Boiss.
50. Scrophularia cretacea Fisch.
51. Scrophularia crithmifolia Boiss.
52. Scrophularia cryptophila Boiss. & Heldr.
53. Scrophularia czapandaghi B. Fedtsch.
54. Scrophularia czernjakowskiana B. Fedtsch.
55. Scrophularia decomposita Royle ex Benth.
56. Scrophularia delavayi Franch.
57. Scrophularia denaensis Attar
58. Scrophularia densifolia Urb. & Ekman
59. Scrophularia dentata Royle ex Benth.
60. Scrophularia depauperata Boiss.
61. Scrophularia deserti Delile
62. Scrophularia desertorum (Munz) R. J. Shaw
63. Scrophularia dianatnejadii Ranjbar & Rahch.
64. Scrophularia diffusa Sommier & Levier
65. Scrophularia diplodonta Franch.
66. Scrophularia divaricata Ledeb.
67. Scrophularia domingensis Urb.
68. Scrophularia dshungarica Golosk. & Tzag.
69. Scrophularia duplicatoserrata Makino
70. Scrophularia edelbergii Rech. fil.
71. Scrophularia edgeworthii Benth.
72. Scrophularia eggersii Urb.
73. Scrophularia elatior Wall. ex Benth.
74. Scrophularia elbursensis Bornm.
75. Scrophularia elymaitica Mozaff.
76. Scrophularia eriocalyx Emb. & Maire
77. Scrophularia erzincanica R. R. Mill
78. Scrophularia exilis Popl.
79. Scrophularia fargesii Franch.
80. Scrophularia fatmae Kandemir & Ilhan
81. Scrophularia fedtschenkoi Gorschk.
82. Scrophularia flava Grau
83. Scrophularia floribunda Boiss. & Balansa
84. Scrophularia fontqueri Ortega Oliv. & Devesa
85. Scrophularia formosana H. L. Li
86. Scrophularia frigida Boiss.
87. Scrophularia frutescens L.
88. Scrophularia galilaea Eig
89. Scrophularia gaubae Bornm.
90. Scrophularia ghahremanii Attar & Hamzehee
91. Scrophularia glabella Botsch. & Junussov
92. Scrophularia glabrata Aiton
93. Scrophularia gontscharovii Gorschk.
94. Scrophularia gorganica Rech. fil.
95. Scrophularia gracilis Blakelock
96. Scrophularia grandiflora DC.
97. Scrophularia granitica Klokov & Krasnova
98. Scrophularia grayanoides M. Kikuchi
99. Scrophularia griffithii Benth.
100. Scrophularia gypsicola Hub.-Mor. & Lall
101. Scrophularia haematantha Boiss. & Heldr. ex Boiss.
102. Scrophularia henryi Hemsl.
103. Scrophularia herminii Hoffmanns. & Link
104. Scrophularia heterophylla Willd.
105. Scrophularia heucheriiflora Schrenk ex Fisch. & C. A. Mey.
106. Scrophularia hierochuntina Boiss.
107. Scrophularia hilbigii Jäger
108. Scrophularia himalensis Royle ex Benth.
109. Scrophularia hirta Lowe
110. Scrophularia horizontalis Rech. fil.
111. Scrophularia hypericifolia Wydler
112. Scrophularia hypsophila Hand.-Mazz.
113. Scrophularia hyssopifolia Boiss. & Hausskn.
114. Scrophularia ilwensis K. Koch
115. Scrophularia imerethica Kem.-Nath.
116. Scrophularia incisa Weinm.
117. Scrophularia integrifolia Pavlov
118. Scrophularia iranica Attar
119. Scrophularia ispahanica Attar & Nowroozi
120. Scrophularia jafrii Khatoon & Qaiser
121. Scrophularia jinii P. Li
122. Scrophularia kabadianensis B. Fedtsch.
123. Scrophularia kakudensis Franch.
124. Scrophularia kamelinii Botsch. & Kurbanov
125. Scrophularia kansuensis Batalin
126. Scrophularia kermanica Ghahr. & Mirtadz.
127. Scrophularia khorassanica Attar & Joharchi
128. Scrophularia kiriloviana Schischk.
129. Scrophularia kjurendaghi Botsch. & Kurbanov
130. Scrophularia koelzii Pennell
131. Scrophularia kollakii S. A. Ahmad
132. Scrophularia kotschyana Benth.
133. Scrophularia kurbanovii Botsch.
134. Scrophularia kurdica Eig
135. Scrophularia laciniata Waldst. & Kit.
136. Scrophularia laevigata Vahl
137. Scrophularia laevis Wooton & Standl.
138. Scrophularia lanceolata Pursh
139. Scrophularia landroveri Wendelbo
140. Scrophularia laportiifolia T. Yamaz.
141. Scrophularia lateriflora Trautv.
142. Scrophularia laxiflora Lange
143. Scrophularia lepidota Boiss.
144. Scrophularia leucoclada Bunge
145. Scrophularia lhasaensis D. Y. Hong
146. Scrophularia libanotica Boiss.
147. Scrophularia lijiangensis T. Yamaz.
148. Scrophularia litvinovii B. Fedtsch.
149. Scrophularia longiflora Benth.
150. Scrophularia lowei Dalgaard
151. Scrophularia lucida L.
152. Scrophularia lucidaifolia Uzunh. & E. Dogan
153. Scrophularia luridiflora Fisch. & C. A. Mey.
154. Scrophularia lyrata Willd.
155. Scrophularia macrantha Greene ex Stiefelh.
156. Scrophularia macrobotrys Ledeb.
157. Scrophularia macrocarpa P. C. Tsoong
158. Scrophularia macrophylla Boiss.
159. Scrophularia macrorrhyncha (Humbert, Litard. & Maire) Ibn Tattou
160. Scrophularia maharluica Ranjbar & Rahch.
161. Scrophularia mandarinorum Franch.
162. Scrophularia mandshurica Maxim.
163. Scrophularia mapienensis P. C. Tsoong
164. Scrophularia marilandica L.
165. Scrophularia megalantha Rech. fil.
166. Scrophularia mersinensis Lall
167. Scrophularia mesopotamica Boiss.
168. Scrophularia mexicana Mayfield & G. L. Nesom
169. Scrophularia minima M. Bieb.
170. Scrophularia minutiflora Pennell
171. Scrophularia modesta Kitag.
172. Scrophularia moellendorffii Maxim.
173. Scrophularia mollis Sommier & Levier
174. Scrophularia montana Wooton
175. Scrophularia morisii Vals.
176. Scrophularia multicaulis Turcz.
177. Scrophularia musashiensis Bonati
178. Scrophularia myriophylla Boiss. & Heldr.
179. Scrophularia nabataeorum Eig
180. Scrophularia nana Stiefelh.
181. Scrophularia nankinensis P. C. Tsoong
182. Scrophularia neesii Wirtg.
183. Scrophularia nervosa Benth.
184. Scrophularia nikitinii Gorschk.
185. Scrophularia ningpoensis Hemsl.
186. Scrophularia nodosa L.
187. Scrophularia nudata Pennell
188. Scrophularia nuraniae Tzag.
189. Scrophularia oblongifolia Loisel.
190. Scrophularia obtusa Edgew. ex Hook. fil.
191. Scrophularia olgae Grossh.
192. Scrophularia olympica Boiss.
193. Scrophularia omeri Khatoon & Qaiser
194. Scrophularia orientalis L.
195. Scrophularia oxyrhyncha Coincy
196. Scrophularia oxysepala Boiss.
197. Scrophularia pallescens Lowe ex Menezes
198. Scrophularia pamirica (O. Fedtsch.) Ivanina
199. Scrophularia pamiroalaica Gorschk.
200. Scrophularia paphlagonica R. R. Mill
201. Scrophularia papyracea Attar
202. Scrophularia parviflora Wooton & Standl.
203. Scrophularia pauciflora Benth.
204. Scrophularia pegaea Hand.-Mazz.
205. Scrophularia peregrina L.
206. Scrophularia petraea Aitch. & Hemsl.
207. Scrophularia peyronii Post
208. Scrophularia pinardii Boiss.
209. Scrophularia pluriflora Urb. & Ekman
210. Scrophularia polyantha Royle ex Benth.
211. Scrophularia potaninii Ivanina
212. Scrophularia prasiifolia Boiss. & Hausskn.
213. Scrophularia pruinosa Boiss.
214. Scrophularia przewalskii Batalin
215. Scrophularia puberula Boiss.
216. Scrophularia pulverulenta Boiss. & de Noé
217. Scrophularia pumilio Lall
218. Scrophularia pyrenaica Benth.
219. Scrophularia racemosa Lowe
220. Scrophularia rechingeri Grau
221. Scrophularia regelii Ivanina
222. Scrophularia reuteri Daveau
223. Scrophularia robusta Pennell
224. Scrophularia rodinii Hamidullah
225. Scrophularia rostrata Boiss. & Buhse
226. Scrophularia rosulata Stiefelh.
227. Scrophularia rubricaulis Boiss.
228. Scrophularia rudolfii F. O. Khass., Serekeeva & Kadyrov
229. Scrophularia rupestris M. Bieb. ex Willd.
230. Scrophularia ruprechtii Boiss.
231. Scrophularia sambucifolia L.
232. Scrophularia sangtodensis B. Fedtsch.
233. Scrophularia sanguinea Grau
234. Scrophularia sardashtensis Ranjbar & Rahch.
235. Scrophularia scabiosifolia Benth.
236. Scrophularia scariosa Boiss.
237. Scrophularia schiraziana Attar & Hatami
238. Scrophularia scoparia Pennell
239. Scrophularia scopolii Hoppe
240. Scrophularia scorodonia L.
241. Scrophularia serratifolia Hub.-Mor. & Lall
242. Scrophularia shulabadensis Attar & Hamzehee
243. Scrophularia singularis Rech. fil.
244. Scrophularia smithii Hornem.
245. Scrophularia sosnowskyi Kem.-Nath.
246. Scrophularia souliei Franch.
247. Scrophularia spicata Franch.
248. Scrophularia spinulescens Degen & Hausskn.
249. Scrophularia sprengeriana Sommier & Levier
250. Scrophularia stenothyrsa Pennell
251. Scrophularia stewartii Pennell
252. Scrophularia striata Boiss.
253. Scrophularia strizhoviae Abdusal.
254. Scrophularia stylosa P. C. Tsoong
255. Scrophularia subaequiloba Lall
256. Scrophularia subaphylla Boiss.
257. Scrophularia sublyrata Brot.
258. Scrophularia subsessilis R. R. Mill
259. Scrophularia suffruticosa Pennell
260. Scrophularia sulaimanica S. A. Ahmad
261. Scrophularia tadshikorum Gontsch.
262. Scrophularia tagetifolia Boiss. & Hausskn.
263. Scrophularia taihangshanensis C. S. Zhu & H. W. Yang
264. Scrophularia takhtajanii Gabr.
265. Scrophularia talassica Tzag.
266. Scrophularia tanacetifolia Willd.
267. Scrophularia tenuipes Coss. & Durieu
268. Scrophularia thesioides Boiss. & Buhse
269. Scrophularia tortuosissima Attar & Joharchi
270. Scrophularia trichopoda Boiss. & Balansa
271. Scrophularia trifoliata L.
272. Scrophularia tuerckheimii Urb.
273. Scrophularia tugbae-birhanii Aykurt, Deniz & Gülben
274. Scrophularia umbrosa Dumort.
275. Scrophularia uniflora Richt. ex Stapf
276. Scrophularia urticifolia Wall. ex Benth.
277. Scrophularia valdesii Ortega Oliv. & Devesa
278. Scrophularia valida Grau
279. Scrophularia variegata M. Bieb.
280. Scrophularia vernalis L.
281. Scrophularia versicolor Boiss.
282. Scrophularia viciosoi Ortega Oliv. & Devesa
283. Scrophularia villosa Pennell
284. Scrophularia vvedenskyi Bondarenko & Filat.
285. Scrophularia wattii (Hook. fil.) P. Li
286. Scrophularia xanthoglossa Boiss.
287. Scrophularia xylobasis Rech. fil.
288. Scrophularia xylorrhiza Boiss. & Hausskn.
289. Scrophularia yoshimurae T. Yamaz.
290. Scrophularia yunnanensis Franch.
291. Scrophularia zuvandica Grossh.
292. Scrophularia zvartiana Gabrielian
293. Scrophularia ×costei Biau
294. Scrophularia ×moniziana Menezes
295. Scrophularia ×ritae Mateo
296. Scrophularia ×towndrowii Druce

## Vanjske poveznice
|  | Zajednički poslužitelj ima još gradiva o temi Scrophularia |
|  | Wikivrste imaju podatke o taksonu Scrophularia             |